# Osiedle Wschód (Pruszcz Gdański)
Osiedle Wschód – osiedle Pruszcza Gdańskiego, położone we wschodniej części miasta.

## Informacje ogólne
Osiedle powstało w I połowie XIX wieku, po wydzierżawieniu miejscowych gruntów z prawem wybudowania na nich domów. W ten sposób po wschodniej stronie linii kolejowej w rejonie ulic Kochanowskiego i Kopernika powstała wiejska kolonia Prauster Pfarrdorf (Pruszczańska Wieś Farna lub Pruszczańska Wieś Parafialna, na przedwojennych mapach występowało też tłumaczenie Pruska Plebanka). W 1871 r. w 27 domach mieszkało tu 211 osób, a w 1905 r. w 32 domach 293 osoby. Dodatkowo w kolonii Praustfelde (Pruszcz Pole lub Pruszczańskie Pole – dziś rejon skrzyżowania ulic Obrońców Westerplatte i Kasprowicza) w 1871 r. znajdowały się 3 domy, a w 1905 r. – pięć; w 1912 r. znajdujący się tutaj majątek (bez inwentarza) wyceniono na 381 tys. marek. Osady te ucierpiały w wyniku powodzi w 1888 r., kiedy to wiele domów uległo uszkodzeniu, a pola zasypane zostały piaskiem; wcześniej, w grudniu 1885 pożar zniszczył zabudowania gospodarcze majątku Pruszcz Pole. Kolejnymi osadami na obszarze dzisiejszej dzielnicy były Prausterkolonie (Pruszczańska Kolonia; w rejonie ulicy Słowackiego) oraz powstałe w okresie Wolnego Miasta Gdańska Baltikumsiedlung (Osiedle Bałtyckie; dziś początkowy rejon ul. Obrońców Westerplatte). W 1908 r. wybrukowano 265-metrowy odcinek obecnej ulicy Kopernika. 19 listopada 1937 przy obecnej ul. Kochanowskiego rozpoczęto budowę przedszkola (otwartego w 1938), którą sfinansowały władze Wolnego Miasta Gdańska. W czasie II wojny światowej cały ten rejon wraz z Pruszczem włączono do Gdańska, a w 1945 r. uznano jako część miasta Pruszcz Gdański. W latach 70. wybudowano tu kilkanaście bloków. Pozostałą zabudowę tworzą głównie domy wolnostojące. Szczególny rozwój osiedla, który odzwierciedla się w demografii miasta, można zaobserwować w ostatnich czasach. Realizowane inwestycje skupiły się zwłaszcza w północnej części osiedla, przekraczając w kilku wypadkach granice miasta (formalnie znalazły się na gruntach wsi Roszkowo, Rokitnica i Radunica, stanowiąc jednak funkcjonalną całość z obszarem Pruszcza). W rezultacie ta część Pruszcza nabrała cech sypialni.
W roku 2013 przystąpiono do budowy krytego basenu przy Szkole Podstawowej nr 4 (otwartego 8 kwietnia 2015), a 19 września 2014 – do urządzania Parku Krainy Polodowcowej, który oddano do użytku 27 listopada 2014. Na terenie o powierzchni 2,5 ha zasadzonych zostało 300 drzew, 7 tysięcy bylin i 12 tysięcy krzewów, reprezentujących 52 gatunki. Koszt realizacji parku wyniósł 2.228.817,55 zł – w większości (2.028.865 zł) pokrytych ze środków Wojewódzkiego Funduszu Ochrony Środowiska i Gospodarki Wodnej w Gdańsku (1.828.865 zł pożyczki i 200.000 zł dotacji).
29 listopada 2014 otwarto Park Handlowy "Prima", który stał się największym obiektem handlowym na terenie osiedla. Do tej pory największym obiektem handlowo-usługowym było centrum handlowe Arbat. Na przełomie 2014 i 2015 nieopodal dworca kolejowego kosztem 3,85 mln zł powstała ponadto hala targowa z przylegającym parkingiem P&R na 48 pojazdów, którą otwarto 28 maja 2015.
W 2015 wybudowano ulice Lawendową, Kusocińskiego, Wazów oraz końcowe odcinki ul. Azaliowej i Emilii Plater. Zakończono również remont ul. Powstańców Warszawy. Z kolei w 2016 roku przebudowano znaczną część ulic Kochanowskiego oraz Korzeniowskiego (na odcinku Kopernika - Emilii Plater), w 2017 przebudowano pozostałą część ostatniej, po czym w 2018 przewidziana była zmiana kategorii obydwu ulic z drogi powiatowej na drogę gminną. W 2018 przystąpiono do modernizacji ulic Dąbrowskiego i Słowackiego, przy czym drugą z nich oddano do użytku w części już w roku 2019, a całość w roku 2020. Również w 2019 przebudowano chodnik na ul. Sienkiewicza oraz kosztem 2,6 mln zł odnowiono pasaż łączący dzielnicę z dworcem kolejowym. W latach 2019–2020 przebudowano ul. Skalskiego, a w II połowie 2021 północny odcinek ul. Gałczyńskiego. W 2022 rozpoczęto przebudowę ulic Orzeszkowej i Sienkiewicza, którą ukończono w 2023. Również w 2022 wybudowano ul. Różaną oraz sięgacz ul. Skalskiego.

## Położenie
Osiedle stanowi wschodnią część miasta. Jego tereny rozciągają się na wschód od linii kolejowej. Od południa graniczy z wojskowym lotniskiem Pruszcz Gdański oraz osiedlem Komarowo. Od południa przylega do niego wieś Roszkowo, a od północnego wschodu Rokitnica.
Osiedle położone jest na nizinnym, płaskim terenie Żuław Gdańskich, na wysokości nieco powyżej 0 m nad poziomem morza. Jego szerokość równoleżnikowa to ok. 2 km, długość południkowa to ok. 1,5 km.

## Komunikacja
Przez osiedle przebiegają droga wojewódzka nr 226 oraz przebudowana w latach 2014-2015 droga wojewódzka nr 227, które od 18 grudnia 2015 połączone są oddaną wówczas do użytku ulicą Emilii Plater. Połączenie dzielnicy z resztą miasta zapewnia przeciążony wiadukt kolejowy w osi ul. Chopina. Drugi wiadukt w rejonie Osiedla Piastowskiego (znanego również jako Osiedle Bajkowe) oddano do użytku 16 grudnia 2011 roku.
Osiedle sąsiaduje ze stacją kolejową Pruszcz Gdański.
Osiedle połączone jest z Gdańskiem dzięki liniom autobusowym 200, 205, 207, N5, 821, 851 i 881. Kursujący do końca sierpnia 2015 mikrobus linii 1 Komarowo – Zastawna 1 września tego roku zastąpiony został autobusem bezpłatnej linii miejskiej 107 Komarowo – Osiedle Bursztynowe. 1 września 2019 z obsługi przebiegającej przez osiedle linii Tczew – Suchy Dąb – Gdańsk zrezygnowała Arriva.
Od 2020 w sezonie letnim funkcjonuje sezonowa linia autobusowa 607 do Sobieszewa.

## Obiekty
- Zespół Szkół Ogólnokształcących nr 1
- Szkoła Podstawowa nr 4 (gmach główny z basenem krytym oraz filia - dawny budynek biurowy PGR Pruszcz - Pole, w 1994 zaadaptowany na obiekt szkolny dla klas 0-3)
- Giełda Pruszcz (od 1989 do końca 2018 czynna na terenie lotniska, następnie przeniesiona na teren dzielnicy mieszkaniowej)
- Kościół pw. bł. Michała Kozala
- Siedziba Agencji Nieruchomości Rolnych - dawny klub garnizonowy z kinoteatrem Ikar
- Pomnik ofiar KL Stutthof przy ul. Powstańców Warszawy, odnowiony w 2017
- Budynek dawnego dworu majątku Pruszcz Pole z 1863 r.
- Budynek baru Zacisze - najdłużej funkcjonującego obiektu gastronomicznego na obszarze osiedla (1978-2015), znajdującego się w budynku dawnej gospody Gustawa Müllera (od 4 września 2015 ponownie otwarty).